# Veszélyes Bangkok
A Veszélyes Bangkok (eredeti cím: Bangkok Dangerous) 2008-as akciófilm, amelyet a Pang testvérek írtak és rendeztek, 1999-es Zabiják z Bangkoku című filmjük feldolgozásaként. A főszerepben Nicolas Cage látható. 
A filmet több cég, köztük az Initial Entertainment Group finanszírozta, míg az észak-amerikai forgalmazást a Lionsgate Films vállalta el. Az ottani premierre 2008. szeptember 5-én került sor, a magyarországira pedig 2009. január 1-jén.

## Cselekmény
Joe (Nicolas Cage), a bérgyilkos megbízást kap a thaiföldi maffiától: négy férfit kell eltennie láb alól, akik mind veszélyt jelentenek a bűnszervezet számára. Bangkokba utazik, hogy nekikezdjen utolsó megbízásának. Felvesz segítőnek egy fiatal utcai árust, Kongot(Shahkrit Yamnarm), hogy hozzon el egy táskát, amiben a célszemély részletei vannak aktába foglalva. Kongnak egy sztriptízbárba kell mennie, ahol közben megismerkedik a szép táncossal, Aommal (Panward Hemmanee). Joe megkapja a táskát, elégeti ami benne van, majd megöli a célszemélyt. Menekülés közben megsérül a karján, így elmegy a gyógyszertárba, ahol megtetszik neki az eladónő, Rain. A lány süketnéma, de Joe és közte csak úgy vibrál a levegő.
Kongnak ismét el kell hoznia egy táskát, de a visszaút közben megtámadják. Sikerül elmenekülnie, de Joe nem elégedett, miután értesül a hírekről. Végezni akar vele, mégsem teszi meg, inkább harcolni tanítja a srácot. Aztán újra elmegy Rainhez, hogy vacsorázni hívja, közben Kong hozza az újabb táskát, de észreveszi, hogy követi a maffia. Felhívja Joe-t, aki azt tanácsolja neki, nyissa ki a táskát és tegye bele a mobilját, majd dobja el. Kong így is tesz, a maffia pedig hozzájut a táskához. Joe felhívja a megbízóját és azt mondja neki, hogy ne kövesse tovább, különben megöli a feleségét. Ezután Joe folytatja a küldetését és Kong segítségével megöli a harmadik célszemélyt. Közben továbbra is randizgat Rainnel, aki bemutatja őt anyjának. Másnap sétálni mennek, Joe-t megtámadják, de megöli a két támadót, viszont Rain szemtanúja lesz ennek és elfut.
Joe megkapja a negyedik, egyben utolsó célszemélyt, aki maga a miniszterelnök. Gondolkodik, majd arra jut, hogy teljesíti, amit kérnek tőle, de több pénzt akar. A maffia főnöke, Surat utasítást ad az embereinek, hogy kapják el Kongot és barátnőjét Aomot, aztán kérdezzék ki Joe tartózkodási helyéről, végül öljék meg őket. Joe közben egy felvonuláson készül megölni a miniszterelnököt. Végül mégsem teszi meg, mi több, a rendőrség is észreveszi és elkezdik üldözni. Sikeresen elmenekül és az ilyenkor szokásos példát követi: elpakolni és eltűnni az országból. Ám közben a maffia már keresi, így Joe elindul hogy kimentse Kongot, Aomot és hogy megölje Suratot. Sikerül felszámolnia a gengsztereket, kiszabadítja a szerelmespárt. Suet egy kocsival menekülni próbál. Joe megöli a sofőrt, majd beszáll Surat mellé. A sofőr hullája közben véletlenül rükvercbe kapcsol, így a kocsi az érkező rendőrök felé halad. Joe végül a saját fejéhez húzza Surat fejét, a saját fejének tartja a pisztolyt és az utolsó golyóval megöli magát és Suratot is.

## Szereplők
| Szerep | Színész              | Magyar hang   |
| ------ | -------------------- | ------------- |
| Joe    | Nicolas Cage         | Józsa Imre    |
| Kong   | Shahkrit Yamnarm     | Rajkai Zoltán |
| Fon    | Charlie Yeung        |               |
| Aom    | Panward Hemmanee     |               |
| Surat  | Nirattisai Kaljaruek |               |
| Aran   | Dom Hetrakul         |               |

## A film készítése
Az eredeti film főszereplője egy siketnéma bérgyilkos, aki rokkantsága következtében félelmet nem ismerő, kegyetlen és rendíthetetlen gyilkos. Ezt végül a remake-ben megváltoztatták. Oxide Pang azt nyilatkozta az International Herald Tribune-nek, hogy a karakter személyiségét és megjelenését marketingszempontból változtatták meg, mivel Nicnek erre volt szüksége. De mégsem hagyták ki teljesen a fogyatékosság szerepeltetését, ebben a filmben Joe barátnője, Rain siketnéma, így a film szerelmi szála mélyebb és tragikusabb is.
A tervezési szakaszban a produkció Big Hit in Bangkok és Time to Kill címen futott. Később ezt megváltoztatták, miután 2006 augusztusában elkezdték a forgatást Bangkokban, a Soi Cowboy nevű piroslámpás negyedben.

## Fogadtatás

### Kritikai visszhang
A rajongók és a kritikusok vegyesen reagáltak a filmre. Azok, akik élvezték, szeretnék látni a Shahkrit Yamnarm által játszott Kongot egy folytatásban. Szerintük Shahkrit Yamnarm nagyon jó színész, mivel folyékonyan beszéli az angolt, így nincs szükség arra, hogy korlátozzák a szerepét.

### Bevételi adatok
A nyitóhétvégén a Veszélyes Bangkok csupán 7,8 millió dollárt gyűjtött, amivel ugyanakkor megszerezte az első helyet a nézettségi listán, hosszú idők óta a legalacsonyabb összeggel. A film Észak-Amerikában 15 millió dollárt termelt, külföldön pedig 2008 december közepéig további 24 milliót, így világszerte 39 millió dollárt sikerült összehoznia. Steve Rothenberg, a Lionsgate terjesztési igazgatója ezeket a szavakat mondta: „Nekünk ez egy jól jövedelmező film lesz.”

## DVD és Blu-ray megjelenés
2009. január 6-án jelent meg DVD-n és Blu-ray lemezen is, egyaránt az 1-es régióban.